# Braunfels
Pour l’article homonyme, voir Walter Braunfels.
Braunfels est une ville allemande située dans l'arrondissement de Lahn-Dill et dans le land de la Hesse. Elle se trouve à 9 km au sud-ouest de Wetzlar et à 28 km au nord-est de Limburg an der Lahn.
C'est la ville de naissance du maréchal Ewald von Kleist (1881-1954).

## Jumelages
La ville de Braunfels est jumelée avec :
- Bagnols-sur-Cèze (France) depuis 1959
- Rohrmoos-Untertal (Autriche) depuis 1961
- Newbury (Royaume-Uni) depuis 1964
- Eeklo (Belgique) depuis 1975
- Kiskunfélegyháza (Hongrie) depuis 1992
- Feltre (Italie) depuis 1999
- New Braunfels (États-Unis)